# Ioulia Malinovskaïa
Pour les articles homonymes, voir Malinovski.
Ioulia Vladimirovna Malinovskaïa (en hébreu : יוּלְיָה מַלִינוֹבְסְקִי ; en russe : Юлия Владимировна Малиновская ; en ukrainien : Юлія Володимирівна Малиновська), née le 5 septembre 1975 à Louhansk, est une femme politique israélienne d'origine ukrainienne membre du parti Israel Beytenou (« Israël notre maison »).

## Biographie
Ioulia Malinovskaïa est née à Vorochilovgrad en RSS d'Ukraine en l'Union soviétique, aujourd'hui Louhansk en Ukraine.
Sa mère, Sophia, est juive et son père, Vladimir, était d'origine russe, grecque et arménienne.
Elle a étudié le droit à Louhansk à l'université nationale d'Ukraine Vladimir-Dahl. Elle a servi dans une force de police locale en tant que responsable des effectifs.
Ioulia Malinovskaïa a immigré d'Ukraine en Israël en 1998. Sa sœur cadette avait immigré avant elle grâce au programme NAALE (en) en 1997, et le reste de sa famille proche l'a rejoint plus tard en Israël. Elle a été élue au conseil municipal de Holon sur la liste Israel Beytenou en 2003 et a été classée dix-huitième sur la liste du parti pour les élections à la Knesset de 2009. Cependant, le parti n’a remporté que 15 sièges.
Elle était 37e sur la liste commune Likoud-Israel Beytenou pour les élections à la Knesset de 2013, mais n’a pas réussi à remporter un siège.
Avant les élections à la Knesset de 2015, elle était classée neuvième sur la liste du parti. Même si Israel Beytenou n'a remporté que six sièges, la démission de plusieurs députés l'a amenée à entrer à la Knesset le 1er juin 20161 en remplacement d'Avigdor Liberman, après que celui-ci ait démissionné de la Knesset en vertu de la loi norvégienne à la suite de sa nomination au poste de ministre de la Défense. Après qu’Avigdor Lieberman ait démissionné de son poste de ministre de la Défense en novembre 2018, il est revenu à la Knesset à la place d’Ioulia Malinovskaïa.
Ioulia Malinovskaïa a été classée cinquième sur la liste d'Israël Beytenou pour les élections d'avril 2019 et est revenu à la Knesset alors que le parti a remporté cinq sièges. Elle était de nouveau à la cinquième place lors des élections de septembre 2019, conservant son siège alors qu'Israël Beytenou a remporté huit sièges.
Elle accuse en 2023 les Israéliens issus de la communauté juive marocaine d’être au service du Maroc et de son roi Mohammed VI. Elle présente ensuite ses excuses face au tollé provoqué par ses propos.
Ioulia Malinovskaïa présente en 2024 les projets de loi sur l'interdiction de l’UNRWA, l’agence de l'ONU chargée des réfugiés palestiniens, devant le comité des affaires étrangères et de la défense de la Knesset. Elle qualifie l'organisme onusien de « cinquième colonne [du Hamas et des Palestiniens] à l’intérieur d’Israël ».
Ioulia Malinovskaïa vit à Holon, elle est mariée et mère de deux enfants.